# Palacio Episcopal de Castellón
El palacio Episcopal de Castellón de la Plana (España) está situado en la calle Gobernador de esta ciudad y fue construido a finales del siglo XVIII en estilo neoclásico.

## Descripción
En las afueras de la antigua villa, junto a la acequia mayor, se comenzó a construir este edificio en 1793. Se trata de uno de los pocos ejemplos de arquitectura académica de la ciudad. Se levantó a expensas del obispo de Tortosa fray Antonio José Salinas y Moreno († 1814), encargando las obras al prócer Miguel Tirado. 
Es un edificio de planta rectangular que se desarrolla a partir del núcleo principal, configurado por el zaguán, el vestíbulo y la escalera, alrededor del que se estructuran los dos cuerpos del edificio. En el zaguán de entrada, cubierto con bóveda de cañón rebajada, se abren las diferentes dependencias del semisótano y dos escaleras laterales que dan acceso al entresuelo. Los peldaños de dicha escalera se decoran con azulejos de Alcora con temas vegetales. Una cancela de madera da paso al vestíbulo, cubierto con bóveda de cañón rebajado, donde se encuentra la escalera de piedra con un primer tramo de cinco peldaños a partir del que se desarrolla el primer tramo de la escalera imperial. Esta escalinata cubre con bóveda vaída antes de dividirse en dos tramos laterales que conducen al piso principal. 
La planta principal conserva su estructura originaria; se divide en tres zonas: la central, orientada al oeste, donde se ubican el salón, capilla y despacho; a la izquierda, orientada al sur y al este, se hallan las habitaciones privadas; a la derecha, orientada a norte, se encuentra la zona destinada a los diversos servicios. En algunas salas de esta planta noble destaca la decoración alcorense de los suelos. El piso superior está destinado a desván sin división alguna. 
Al exterior, la fachada es de composición rectangular estructurada en cuatro cuerpos. El nivel inferior es un alto zócalo de piedra en el que se abren los óculos del sótano. El entresuelo y el primer piso se ordenan por balcones de arco segmentado, separados por cornisa de piedra. El edificio remata con un antepecho o petril con frontón y óculo en el cuerpo central, separado del primer piso por una gran franja a modo de friso. En el centro de la fachada se sitúa la portada, realizada en piedra con un arco rebajado y pilastras encajadas que rematan con triglifos a modo de capitel. Sobre la portada hay una lápida con inscripción en la que se hace referencia a la construcción del edificio. Sobre el balcón principal se encuentra el escudo del obispo fundador. Las fachadas laterales siguen la misma ordenación que la principal, cambiando los óculos del sótano por ventanas. 
La fábrica del edificio es de sillares de piedra y mampostería.